# Чемпионат Федеративных Штатов Микронезии по футболу
Чемпионат Микронезии по футболу или Понпеи Лига (англ. Pohnpei League) — турнир среди профессиональных футбольных клубов штата Понпеи (Микронезия), разыгрываемый с 2009 года.

## Клубы в сезон 2013
- Айленд Питбуллз
- Айленд Чиуауас
- Интер
- Колледж оф Микронезия
- Колониа
- Нанмохс

## Чемпионы
Результаты финальных матчей:
| Сезон        | Чемпион         | Счёт | Финалист              |
| ------------ | --------------- | ---- | --------------------- |
| 2009         | Айленд Питбуллз | 5–2  | СДА Юнайтед           |
| 2010         | Айленд Питбуллз | 3–2  | СДА Юнайтед           |
| 2011         | СДА Юнайтед     | т/п  | Айленд Питбуллз       |
| 2012 (весна) | Айленд Питбуллз | 4–1  | Интер                 |
| 2012 (осень) | Айленд Питбуллз | 4–1  | Колледж оф Микронезия |
| 2013         | Айленд Питбуллз | 4–1  | Интер                 |
| 2014         | Айленд Питбуллз | 8–3  | Интер                 |
| 2015         | Айленд Питбуллз | 5–3  | Интер                 |

### Достижения по клубам
| Клуб                  | Побед | Второе место | Побед (годы)                                             | Второе место (годы)            |
| --------------------- | ----- | ------------ | -------------------------------------------------------- | ------------------------------ |
| Айленд Питбуллз       | 7     | 1            | 2009, 2010, 2012 (весна), 2012 (осень), 2013, 2014, 2015 | 2011                           |
| СДА Юнайтед           | 1     | 2            | 2011                                                     | 2009, 2010                     |
| Интер                 | 0     | 4            |                                                          | 2012 (весна), 2013, 2014, 2015 |
| Колледж оф Микронезия | 0     | 1            |                                                          | 2012 (осень)                   |